# Nassau (Minnesota)
Nassau és una població dels Estats Units a l'estat de Minnesota. Segons el cens del 2000 tenia 83 habitants.

## Demografia
Segons el cens del 2000, Nassau tenia 83 habitants, 41 habitatges, i 20 famílies. La densitat de població era de 200,3 habitants per km².
Dels 41 habitatges en un 22% hi vivien nens de menys de 18 anys, en un 39% hi vivien parelles casades, en un 4,9% dones solteres, i en un 51,2% no eren unitats familiars. En el 43,9% dels habitatges hi vivien persones soles el 19,5% de les quals corresponia a persones de 65 anys o més que vivien soles. El nombre mitjà de persones vivint en cada habitatge era de 2,02 i el nombre mitjà de persones que vivien en cada família era de 2,85.
Per edats la població es repartia de la següent manera: un 19,3% tenia menys de 18 anys, un 1,2% entre 18 i 24, un 28,9% entre 25 i 44, un 31,3% de 45 a 60 i un 19,3% 65 anys o més.
L'edat mediana era de 45 anys. Per cada 100 dones de 18 o més anys hi havia 116,1 homes.
La renda mediana per habitatge era de 27.500 $ i la renda mediana per família de 41.042 $. Els homes tenien una renda mediana de 29.375 $ mentre que les dones 16.250 $. La renda per capita de la població era de 12.748 $. Entorn del 9,5% de les famílies i el 12% de la població estaven per davall del llindar de pobresa.

## Poblacions més properes
El següent diagrama mostra les poblacions més properes.